# Pierre Berthelot (navigateur)
Pour les articles homonymes, voir Pierre Berthelot et Berthelot.
Pierre Berthelot (en religion Denis de la Nativité), né à Honfleur le 12 décembre 1600 et mort le 29 novembre 1638 à Sumatra en Indonésie, fut un marin qui navigua au service du Portugal avant d'entrer dans l'ordre du Carmel.
Débarqué en Indonésie à la suite de la capture de son navire par des Hollandais, il reste sur place et finit par se mettre au service du roi du Portugal sur l'océan Indien. Il trace de nombreuses cartes maritimes et dirige plusieurs batailles pour le Portugal face aux Hollandais et aux Indonésiens. Il est anobli par le roi du Portugal et nommé Officiel pilote Major par le roi du Portugal pour la flotte des Indes orientales, mais, alors qu'une brillante carrière s'ouvre à lui (il a 34 ans), il se retire dans un couvent de Carmes déchaux à Goa en Inde portugaise. Sa qualité de moine n'empêchera pas le roi du Portugal de le faire requérir afin de commander la flotte portugaise lors de différentes batailles particulièrement critiques.
Il est ordonné prêtre en 1638. Cette même année, le roi du Portugal fait à nouveau appel à lui pour mener une mission diplomatique afin de restaurer la paix avec le prince Indien d'Achem. Mais la mission tourne au désastre : le prince fait capturer et emprisonner toute la délégation. Les militaires sont finalement libérés, mais les religieux sont sommés de se convertir à l'islam. Le père Denis de la Nativité (ainsi que tous les autres moines) meurt martyr à Sumatra le 29 novembre 1638.
Il est béatifié en 1900.

## Le marin
Né à Honfleur en Normandie en 1600, fils d'un capitaine de navire et maître chirurgien, il embarque pour la première fois à l'âge de 12 ans. À 19 ans il est membre d'équipage de l'Espérance en partance pour l'Extrême-Orient. Le navire est capturé par un vaisseau hollandais intéressé par le commerce des épices. Fait prisonnier, il finit par être débarqué et décide de rester en Indonésie.

### Au service du Portugal
Pierre Berthelot va naviguer sur différents navire, pour finalement rejoindre la ville de Malacca, qui est la place forte du Portugal. Il propose alors ses services comme pilote aux Portugais. Son expérience dans ces mers lui a permis de connaitre toutes les côtes, écueils, récifs, passes et courants de l'archipel d'Indonésie. 
Il a également appris à parler la langue malaise, et il parle parfaitement le portugais. 
À tout juste 26 ans, il se voit confier des petites galères équipées de pièces d'artillerie, pour surveiller côtes et fleuves des environs.
C'est à partir de ce moment, qu'il va se révéler être un cartographe particulièrement habile. Il rédige les résultats de son observation des côtes qu'il sillonne continuellement.
En 1629, il quitte Malaga pour Goa, capitale de l'Inde Portugaise. Il a rendez-vous avec le gouverneur Nuno Alvarez Botelho, officier général portugais de grande réputation. 
Les Hollandais, en concurrence avec les Portugais, s'opposaient de plus en plus à leur présence en Asie. La ville de Malacca était assiégée par les Atchinois (Indonésiens), soutenus par les Hollandais.
Alvarez décide de monter une expédition pour faire lever le siège de la ville. 
Il arme 30 navires et donne la direction de cette flotte à Pierre Berthelot qu'il nomme premier pilote. 
En arrivant à Malacca, la ville se trouve assiégée par terre et par mer. 
L’armée navale des Atchinois compte 30 galères royales, appuyées par plus de 300 autres navires.
Pierre Berthelot ordonne une attaque nocturne qui met en déroute toute la flotte ennemie.
Les portugais opérèrent ensuite un débarquement qui scelle une victoire complète.
Étant battus sur terre et sur mer, les Atchinois abandonnent la partie. 
Les Portugais décident alors d'attaquer la forteresse Hollandaise de Xifera, située à proximité.
En plus du succès contre la forteresse hollandaise, la flotte portugaise sort vainqueur d'un combat naval face à deux navires de guerre hollandais.
Dès son retour d'expédition à Goa, Pierre Berthelot est anobli par le vice-roi et reçoit le titre officiel de Pilote major des Indes et cosmographe royal, en récompense de son attitude et de sa bravoure lors des combats.
Une belle carrière de marin s'ouvre alors pour lui.
Les portugais, chassés de Zanzibar font à nouveau appel à lui en 1631. Il dirige alors l'expédition à la tête d'une escadre de 28 navires.
Bien qu'entré dans les ordres et devenu carme en 1634, le vice-roi portugais des Indes continue de faire appel à son Pilote major. 
Ainsi, en 1636, les Hollandais viennent bloquer le port de Goa. On fait alors appel à Pierre Berthelot qui prend le commandement de l’escadre portugaise. 
Après un combat acharné de plus de deux jours, la flotte ennemie prend la fuite.
En 1638, le vice-roi envisage de conclure la paix avec le prince Indien d'Achem, un important sultanat, situé à l'extrême pointe de Sumatra.
Pour cela, il prépare une délégation et nomme Francisco de Soza de Castro, l'ancien gouverneur de Malacca, pour conduire cette mission.
Castro qui connait bien Berthelot discute âprement avec les autorités religieuse de Goa, et réussit à obtenir que Pierre Berthelot quitte son couvent pour conduire les 3 galères de cette mission diplomatique délicate.
Peu de temps après avoir quitté Goa, deux navires hollandais attaquent la flottille. Pierre Berthelot est grièvement blessé lors du combat. 
Vainqueur sur mer, la délégation peut néanmoins reprendre sa route. 
Arrivée à Achem, elle est dans un premier temps reçue avec les plus grands honneurs. Mais le roi du pays, cédant aux conseils intéressés des Hollandais, fait jeter en prison les diplomates, puis le 27 novembre 1638, il fait massacrer une partie de la mission diplomatique.

### Conclusion
Au total, durant 6 années, Berthelot sillonna l'océan Indien pour le compte du vice-roi du Portugal, et il combattit les Hollandais pour protéger les intérêts portugais. Pierre Berthelot navigua en Angleterre, en Espagne, à Terre-Neuve et aux Indes.
Il nous a laissé des cartes extrêmement précises. Des cartes et croquis de Pierre Berthelot ont été retrouvées en 1846 dans la bibliothèque royale de Paris. Une copie de ce manuscrit est détenu par le British Museum.
Le manuscrit portugais est intitulé : Breve tratado de todos os visorreys da India (1635), œuvre de Pierre Barretto de Resendo, secrétaire du comte de Linhares à Goa. 
Sur la première partie du document, chaque chapitre est précédé du portrait en pied du gouverneur dont il est parlé dans le texte. Nous avons ainsi 44 effigies de l'ensemble des gouverneurs des Indes réalisées à la gouache. Ces miniatures sont copiées à partir des portraits officiels, conservé à l'époque dans le palais des gouverneurs de Goa.
Dans la seconde partie, des plans en couleur, au nombre de 70 illustrent les descriptions des forteresses de l'Inde orientale.

## Religieux et martyr

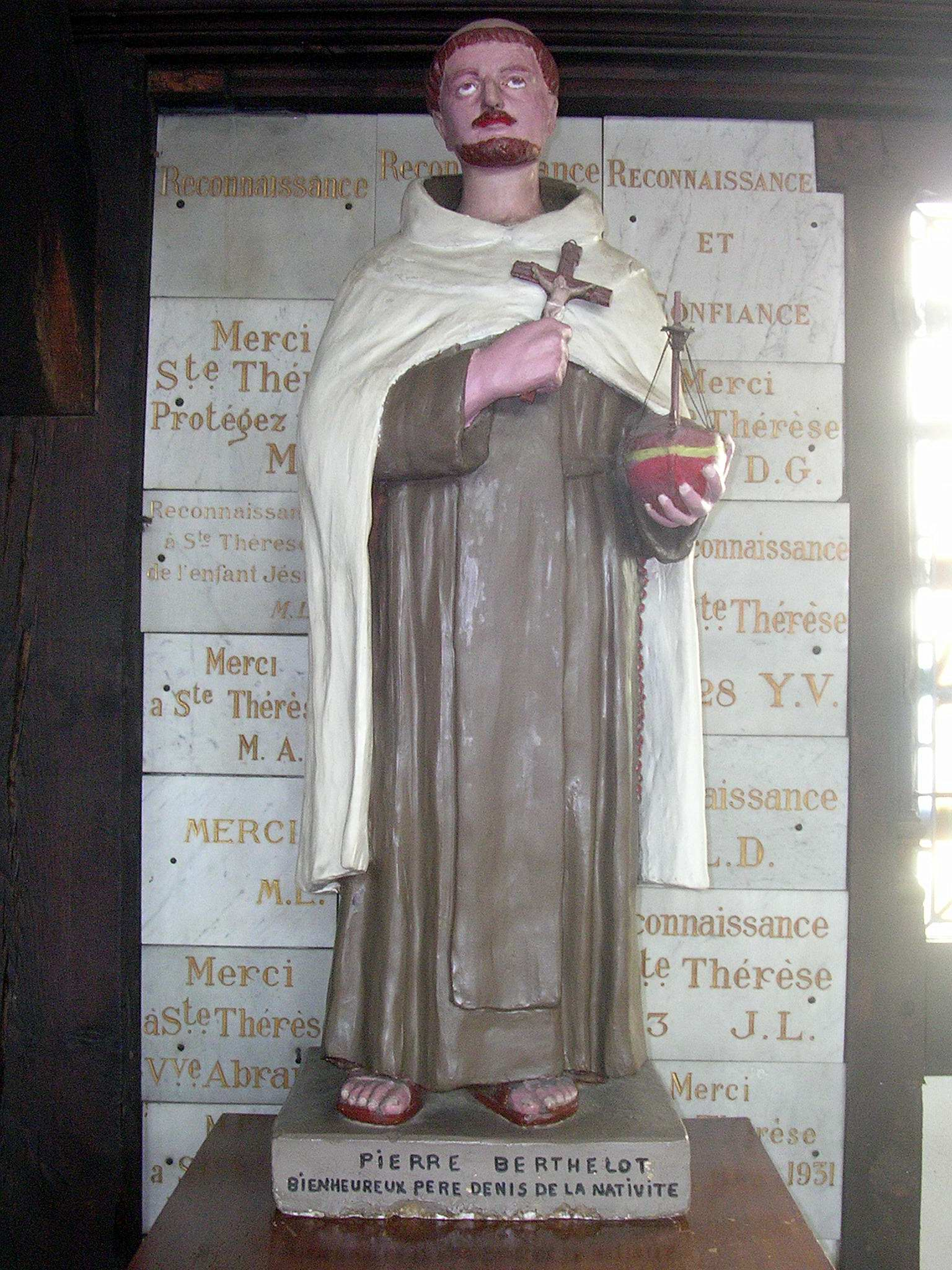
Pierre Berthelot, bienheureux père Denis de la Nativité

À 29 ans, Pierre Berthelot se présente chez les Jésuites.
Après sa victoire à Malaca, cette même année 1631, il rencontre un français, le père Philippe de la Très Sainte Trinité, carme déchaussé originaire d'Avignon venu enseigner la philosophie au couvent des carmes de Goa. 
Pierre décide alors de rentrer chez les Carmes déchaux de Goa et met fin à une carrière maritime prometteuse. Le 24 décembre 1634, il prononce ses vœux et devient le frère Denis de la Nativité. Il est ordonné prêtre le 24 août 1638.
À la demande de Francisco de Soza de Castro, il intègre la délégation du Portugal au sultanat d'Achem situé au nord de Sumatra, en octobre 1638. 
Mais cette mission diplomatique tourne au désastre : tous les membres sont arrêtés par les autorités locales. 
Il semblerait que les Hollandais avaient convaincu le prince d'Achem que cette mission pacifique n'était pas sincère : que les Portugais avaient des ambitions guerrières à son encontre, et que dans un premier temps ils souhaitaient endormir sa méfiance.
Certains membres de l'expédition sont libérés, mais les Indonésiens exigent des missionnaires chrétiens membres de la mission diplomatique, qu'ils renient leur foi et se convertissent à l'islam. Les missionnaires sont d’abord réduits en esclavage, puis, comme ils refusent toujours de renier leur foi, sur l’ordre du sultan, le 29 novembre 1638, ils sont tués un par un, d'abord criblés de flèches, puis de coups de lance, et enfin achevés à coup de cimeterre. D'après le père Thomas de Jésus, ils auraient été 60 à être martyrisés le jour même. Thomas Rodrigues de Cusna (en religion frère Rédempt de la Croix) est tué le premier.
Frère Denis est le dernier à être tué après avoir soutenu ses compagnons dans leur martyre. Son attitude face à la mort impressionne ses bourreaux qui hésitent, et renâclent à lui décocher leurs flèches. On décide alors de faire venir des éléphants pour le piétiner (forme de supplice utilisé localement pour certains condamnés). Mais avant l'arrivée des pachydermes, une personne se décide, et le frappe à coup de cimeterre sur le crâne.
Le père Philippe rapporte qu'après la mort de frère Denis plusieurs miracles se produisirent. Le corps du carme réapparut, mystérieusement, à l'endroit même de son martyre alors qu'il avait été enterré plus loin dans l'île. Après plusieurs tentatives pour faire disparaître le corps (qui revenait toujours à la même place), le roi d'Achem dut faire expédier la dépouille mortelle en pleine mer, lestée de gros cailloux, pour en être définitivement débarrassé.
Cette mort impressionnante et l'attitude de Pierre Berthelot durant son martyre enflammèrent les imaginations, et fut sans doute la cause de récits enjolivés par les conteurs orientaux.

## Béatification
Il a été proclamé bienheureux le 10 juin 1900 par le pape Léon XIII.
Dans l'ordre du Carmel, sa fête est célébrée conjointement à celle de Rédempt de la Croix. Leur fête a rang de mémoire.
Pierre Berthelot est cité comme modèle par l'amiral Georges Thierry d'Argenlieu, qui alterne comme lui une carrière maritime et une vocation carmélitaine.
Plusieurs miracles attribués à Pierre Berthelot sont rapportés par Paul Bréard dans son ouvrage La Famille de Pierre Berthelot (1901). Pierre Berthelot est invoqué par les marins, pour les voyages (en mer), pour la pluie, et même pour la conversion des Infidèles.